# Хав'єр Манкільо
Хав'єр Манкільо (ісп. Javier Manquillo, нар. 5 травня 1994, Мадрид) — іспанський футболіст, правий захисник «Сельти».
Виступав за молодіжну збірну Іспанії.
Чемпіон Іспанії. Володар Кубка Іспанії.

## Клубна кар'єра
Народився 5 травня 1994 року в місті Мадрид. Вихованець футбольної школи клубу «Атлетіко».
У дорослому футболі дебютував 2012 року виступами за основну команду «Атлетіко», в якій протягом двох сезонів був гравцем резерву. 
2014 року молодого іспанця запросив до своїх лав «Ліверпуль», в якому той провів один сезон на умовах оренди. Згодом ще по одному сезону відіграв на умовах оренди у Франції за «Марсель» та в Англії за «Сандерленд».
Влітку 2017 року новим клубом Манкільо став «Ньюкасл Юнайтед», з яким гравець уклав трирічний контракт.
21 січня 2024 року Манкільйо, який після підписання «Ньюкаслом» Кірана Тріпп'є став значно рідше потряпляти до основи «сорок», підписав контракт на півтора роки з «Сельтою» свого колишнього наставника Рафаеля Бенітеса.

## Виступи за збірні
2009 року дебютував у складі юнацької збірної Іспанії (U-16), загалом на юнацькому рівні взяв участь у 18 іграх.
Протягом 2014–2015 років залучався до складу молодіжної збірної Іспанії. На молодіжному рівні зіграв у 7 офіційних матчах.

## Статистика виступів

### Статистика клубних виступів
Станом на 5 травня 2019 року
| Сезон                       | Команда                     | Чемпіонат                   | Чемпіонат | Чемпіонат | Національний кубок | Національний кубок | Національний кубок | Континентальні кубки | Континентальні кубки | Континентальні кубки | Інші змагання | Інші змагання | Інші змагання | Усього | Усього |
| Сезон                       | Команда                     | Ліга                        | Ігор      | Голів     | Ліга               | Ігор               | Голів              | Ліга                 | Ігор                 | Голів                | Ліга          | Ігор          | Голів         | Ігор   | Голів  |
| --------------------------- | --------------------------- | --------------------------- | --------- | --------- | ------------------ | ------------------ | ------------------ | -------------------- | -------------------- | -------------------- | ------------- | ------------- | ------------- | ------ | ------ |
| 2011–12                     | «Атлетіко»                  | ПД                          | -         | -         | КІ                 | 1                  | 0                  | -                    | -                    | -                    | -             | -             | -             | 1      | 0      |
| 2012–13                     | «Атлетіко»                  | ПД                          | 3         | 0         | КІ                 | 4                  | 0                  | ЛЄ                   | 2                    | 0                    | -             | -             | -             | 9      | 0      |
| 2013–14                     | «Атлетіко»                  | ПД                          | 3         | 0         | КІ                 | 3                  | 0                  | ЛЧ                   | 1                    | 0                    | -             | -             | -             | 7      | 0      |
| Усього за «Атлетіко»        | Усього за «Атлетіко»        | Усього за «Атлетіко»        | 6         | 0         |                    | 8                  | 0                  |                      | 3                    | 0                    |               | -             | -             | 17     | 0      |
| 2014–15                     | «Ліверпуль»                 | ПЛ                          | 10        | 0         | КА+КЛ              | 2+2                | 0+0                | ЛЧ+ЛЄ                | 4+1                  | 0+0                  | -             | -             | -             | 19     | 0      |
| 2015–16                     | «Марсель»                   | Л1                          | 31        | 0         | КФ+КЛ              | 6+2                | 0+0                | ЛЄ                   | 4                    | 0                    | -             | -             | -             | 43     | 0      |
| 2016–17                     | «Сандерленд»                | ПЛ                          | 20        | 1         | КА+КЛ              | 2                  | 0                  | -                    | -                    | -                    | -             | -             | -             | 22     | 1      |
| 2017–18                     | «Ньюкасл Юнайтед»           | ПЛ                          | 21        | 0         | КА+КЛ              | 2+0                | 0                  | -                    | -                    | -                    | -             | -             | -             | 23     | 0      |
| 2018–19                     | «Ньюкасл Юнайтед»           | ПЛ                          | 11        | 0         | КА+КЛ              | 3+0                | 0                  | -                    | -                    | -                    | -             | -             | -             | 12     | 0      |
| Усього за «Ньюкасл Юнайтед» | Усього за «Ньюкасл Юнайтед» | Усього за «Ньюкасл Юнайтед» | 32        | 0         |                    | 5                  | 0                  |                      | -                    | -                    |               | -             | -             | 37     | 0      |
| Усього за кар'єру           | Усього за кар'єру           | Усього за кар'єру           | 99        | 1         |                    | 27                 | 0                  |                      | 12                   | 0                    |               | -             | -             | 138    | 1      |

## Титули та досягнення
- Чемпіон Іспанії (1):

«Атлетіко»: 2013/14
- Володар Кубка Іспанії (1):

«Атлетіко»: 2012/13
- Чемпіон Європи (U-19) (1):

Іспанія U-19: 2012